# جو غالاغير (ملاكم)
جو غالاغير (بالإنجليزية: Joe Gallagher)‏ (30 نوفمبر 1968 بمانشستر في المملكة المتحدة - ) هو ملاكم بريطاني.